# サリン等による人身被害の防止に関する法律
サリン等による人身被害の防止に関する法律（サリンとうによるじんしんひがいのぼうしにかんするほうりつ、平成7年法律第78号）は、サリンの製造、所持等を禁止するとともに、サリン等を発散させる行為についての罰則、およびその発散による被害が発生した場合の措置等を定め、もってサリン等による人の生命および身体の被害の防止、ならびに公共の安全の確保を図ることに関する日本の法律である。マスメディアでは「サリン防止法」と省略して報道されている。

## 概要
オウム真理教がサリンを散布したことによって死傷者を出した松本サリン事件や地下鉄サリン事件をきっかけに制定された。この法律の制定以前にはサリンの製造や所持を直接禁止する法律は存在しなかった。
日本国憲法の遡及処罰禁止規定（39条前段）により、この法律はオウム真理教事件の犯人には適用されない。オウム真理教の製造によるサリンに関して、サリンプラント建設事件においては、刑法の殺人予備罪で、松本・地下鉄両サリン事件で使用されたサリンを製造した者には、刑法の殺人罪や殺人未遂罪で訴追されている。

## 「サリン等」の定義
規制される「サリン等」について法律では以下の定義をしている。
- サリン
- 次の各号のいずれにも該当する物質で政令で定めるもの（サリン等による人身被害の防止に関する法律の規定による規制等に係る物質を定める政令により16種類の物質が指定されている）
  - サリン以上のまたはサリンに準ずる強い毒性を有すること
  - その原材料、製法、発散させる方法、発散した時の性状その他その物質の特性を勘案して人を殺傷する目的に供されるおそれ並びに発散した場合の人の生命及び身体に対する危害の程度が大きいと認められること
  - 犯罪に係る社会状況その他の事情を勘案して人の生命及び身体の保護並びに公共の安全の確保を図るためにその物質について本法規定により規制等を行う必要性が高いと認められること

## 処罰される行為
- サリン等発散罪（第5条第1項・第2項） - サリン等を発散させて公共の危険を生じさせた者は、無期又は2年以上の拘禁刑に処する。未遂罪も同様に処する。
- サリン等発散予備罪（第5条第3項） - サリン等を発散させて公共の危険を生じさせる予備をした者は、5年以下の拘禁刑に処する。
- サリン等製造罪（第6条第1項・第3項） - サリン等を製造した者は7年以下の拘禁刑に処する。未遂罪も同様に処する。
- サリン等輸入罪（第6条第1項・第3項） - サリン等を輸入した者は7年以下の拘禁刑に処する。未遂罪も同様に処する。
- サリン等所持罪（第6条第1項・第3項） - サリン等を所持した者は7年以下の拘禁刑に処する。未遂罪も同様に処する。
- サリン等譲渡罪（第6条第1項・第3項） - サリン等を譲渡した者は7年以下の拘禁刑に処する。未遂罪も同様に処する。
- サリン等譲受罪（第6条第1項・第3項） - サリン等を譲受した者は7年以下の拘禁刑に処する。未遂罪も同様に処する。
- 発散目的サリン等製造罪（第6条第2項・第3項） - 発散させて公共の危険を生じさせる目的でサリン等を製造した者は10年以下の拘禁刑に処する。未遂罪も同様に処する。
- 発散目的サリン等輸入罪（第6条第2項・第3項） - 発散させて公共の危険を生じさせる目的でサリン等を輸入した者は10年以下の拘禁刑に処する。未遂罪も同様に処する。
- 発散目的サリン等所持罪（第6条第2項・第3項） - 発散させて公共の危険を生じさせる目的でサリン等を所持した者は7年以下の拘禁刑に処する。未遂罪も同様に処する。
- 発散目的サリン等譲渡罪（第6条第2項・第3項） - 発散させて公共の危険を生じさせる目的でサリン等を譲渡した者は7年以下の懲役に処する。未遂罪も同様に処する。
- 発散目的サリン等譲受罪（第6条第2項・第3項） - 発散させて公共の危険を生じさせる目的でサリン等を譲受した者は7年以下の拘禁刑に処する。未遂罪も同様に処する。
- サリン等製造予備罪（第6条第3項） - サリン等を製造目的で予備をした者は、3年以下の拘禁刑に処する。
- サリン等輸入予備罪（第6条第3項） - サリン等を輸入目的で予備をした者は、3年以下の拘禁刑に処する。
- サリン等発散資金等提供罪（第7条） - 公共の危険を生じさせる目的でサリン等を発散させる資金等[2]を提供した者は、3年以下の拘禁刑に処する。
- サリン等製造資金等提供罪（第7条） - 公共の危険を生じさせる目的でサリン等を製造する資金等[2]を提供した者は、3年以下の拘禁刑に処する。
- サリン等輸入資金等提供罪（第7条） - 公共の危険を生じさせる目的でサリン等を輸入する資金等[2]を提供した者は、3年以下の拘禁刑に処する。

## 構成
- 第1条（目的）
- 第2条（定義）
- 第3条（製造等の禁止）
- 第4条（被害発生時の措置等）
- 第5条 - 第8条（罰則）
- 附則